# Wheelie
Wheelie (Wheelie and the Chopper Bunch), noto anche come Wheelie e le motorette, è una serie televisiva animata statunitense del 1974.
Prodotta da Hanna-Barbera e diretta da Charles A. Nichols, la serie è stata trasmessa per la prima volta negli Stati Uniti su NBC dal 7 settembre al 30 novembre 1974, per un totale di 13 episodi (39 segmenti) ripartiti su una stagione. In Italia è stata trasmessa su Ciao Ciao dall'11 gennaio 1980.
In Italia venne spesso affiancata ad altri due cartoni animati di Hanna-Barbera come Speed Buggy (1973) e Wonder Wheels (1977-78), accomunate dalla similitudine di storie e protagonisti.

## Idea della serie
(Le motociclette nella intro di ogni episodio)
 La serie è ambientata in un mondo abitato da automobili senzienti ed è incentrata sulle vicende del Maggiolino Volkswagen umanizzato di nome Wheelie e della sua fidanzata Rota Ree alle prese con una banda di motociclette cattive, la "Chopper Bunch". Uno scrittore della rivista Cycle World descrisse così l'idea della serie: "Wheelie, un'automobile pulita e all-America, è l'eroe mentre i cattivi sono una banda di chopper che fanno di tutto per catturarlo." Quasi tutti gli episodi della serie sono incentrati sui tentativi della Chopper Bunch di fregare Wheelie, nonostante i continui fallimenti. Lo show dava un'immagine negativa delle motociclette e dei motociclisti, e spesso infatti le azioni della Chopper Bunch venivano sanzionate dalla polizia.

## Personaggi
Sono sei i personaggi principali della serie:
- Wheelie (doppiato da Frank Welker) è un Maggiolino Volkswagen rosso ed è il protagonista della serie.[8][9] Rappresentato come un eroe dalla capacità umane, Wheelie di solito si scontra con la "Chopper Bunch", un gruppo di cattive motociclette.[9]
- Chopper (anche lui doppiato da Frank Welker) è il leader della "Chopper Bunch" che spesso cerca di soffiare a Wheelie la sua ragazza, Rota Ree.[10]
- Rota Ree (doppiata da Judy Strangis) è la ragazza di Wheelie costantemente oggetto delle attenzioni indesiderate di Chopper.[10]
- Revs (doppiato da Paul Winchell) è un membro della "Chopper Bunch".[3]
- Hi Riser (doppiato da Lennie Weinrib) è un membro della "Chopper Bunch" non molto intelligente.[3]
- Scrambles (doppiato da Don Messick), è il più giovane della "Chopper Bunch" ed è noto per il tormentone "te l'avevo detto io, te l'avevo detto!" con cui si rivolge a Chopper ogni qual volta un loro piano va regolarmente a monte.[5][11]

## Produzione
Wheelie and the Chopper Bunch uscì nel 1973, quasi un anno dopo il debutto di Speedy Buggy. La serie fu prodotta da Iwao Takamoto, i produttori esecutivi erano William Hanna e Joseph Barbera ed il regista Charles A. Nichols. Tra gli scrittori che collaborarono alla serie si possono annoverare Lars Bourne, Len Janson, Chuck Menville, Robert Ogle e Dalton Sandifer. La sigla fu composta da Hoyt Curtin, Barbera ed Hanna, Curtin compose anche le musiche della serie.
Wheelie and the Chopper Bunch fu prodotta per un totale di 13 episodi, ognuno composto da tre segmenti.

## Episodi
| N° | Titolo originale                                                | Titolo italiano                                            | Prima TV USA      | Prima TV Italia |
| -- | --------------------------------------------------------------- | ---------------------------------------------------------- | ----------------- | --------------- |
| 1  | Get a Doctor A Day at the Beach Ghost Riders                    | La varicella Wheelie e il surf Un'eredità                  | 7 settembre 1974  |                 |
| 2  | Double Cross Country The Infiltrator The Stunt Show             | Wheelie al rally L'infiltrato Il temerario                 | 14 settembre 1974 |                 |
| 3  | Razzle Dazzle Paint Job The Autolympics The Delivery Service    | La gara di pittura Le auto Olimpiadi Servizio a domicilio  | 21 settembre 1974 |                 |
| 4  | The Big Bumper Surprise Party On the Town                       | Al cerchione Festa a sorpresa Inseguimento in città        | 28 settembre 1974 |                 |
| 5  | Black Belt Fuji Our Hero Wheelie Goes Hawaiian                  | Fuji cintura nera L'eroe Wheelie alle Hawaii               | 5 ottobre 1974    |                 |
| 6  | The Inspection The Old Timer The Copter Caper                   | L'ispezione Istituto di bellezza per auto L'agente Elikept | 12 ottobre 1974   |                 |
| 7  | Dr. Crankenstein Bulldozer Buddy Happy Birthday, Wheelie        | Dottor Crankestein Un forte aiuto Il compleanno di Whilie  | 19 ottobre 1974   |                 |
| 8  | Wheelie, the Super Star Down on the Farm Roadeo                 | Wheelie superstar Alla fattoria Rodeo                      | 26 ottobre 1974   |                 |
| 9  | Carfucious Says Mighty Wheelie Camping with a Go Go             | Carfucio dice Il carro attrezzi Al campeggio con Gogo      | 2 novembre 1974   |                 |
| 10 | Lenny Van Limousine Snow Foolin Wheelie in Paris                | Lennie Van Limousine Follie sulla neve Wheelie a Parigi    | 9 novembre 1974   |                 |
| 11 | Dragster Net Dragula Boot Camp                                  | Ondata di crimini Dracula Esercitazioni                    | 16 novembre 1974  |                 |
| 12 | Dr. Cykll and Mr. Ryde Johnny Crash Wheelie and the Smoke Eater | Dr. Cycle e Mr. Ryde Johnny Crash Wheelie pompiere         | 23 novembre 1974  |                 |
| 13 | Friday the Thirteenth Wings of Wheelie Wheelie's Clean Sweep    | Venerdi 13 Ali per Wheelie Wheelie spazzino                | 30 novembre 1974  |                 |

### Serie a fumetti
Nel 1975 venne commissionato al fumettista John Byrne la realizzazione di una serie di fumetti coincidente con la trasmissione degli episodi in televisione. Pubblicata dalla Charlton Comics, sarebbe stata anche la prima serie di fumetti di Byrne. Ma dopo la prima uscita nel maggio 1975, la Hanna-Barbera chiese a Byrne di addolcire le storie nella seconda uscita, in quanto il numero d'esordio era stato ritenuto troppo pauroso dai produttori esecutivi. Il risultato della seconda uscita però fu ritenuto scoraggiante da Byrne, che così decise di non continuare a scrivere per la serie. Byrne disse anche trovarsi a disagio per via dell'eccessivo compenso che percepiva da Hanna-Barbera, ammontante a cinquanta dollari a pagina. Comunque la serie a fumetti continuò ad uscire con altri scrittori fino ad un totale di sette uscite, l'ultima della quale distribuita nel luglio 1976.

## Critiche
La serie attirò numerose critiche per la violenza ed in generale il modo in cui venivano rappresentate le motociclette, il che portò numerosi telespettatori a scrivere lettere di protesta alla NBC per far eliminare lo spettacolo dal palinsesto.